# エストック

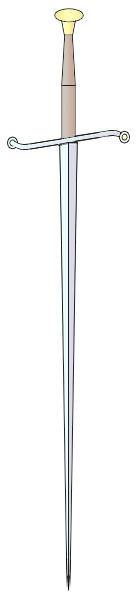
Panzerstecher

エストック（Estoc）は14世紀から17世紀頃に広くヨーロッパで使われた刀剣の一種。
エストックはフランス語でポイント、スラストを意味する。タック（Tuck）は英語で同様の意味の単語である。ドイツではこのスタイルの武器はパンツァーシュテッヒャー（Panzerstecher 鎧通し、鎧刺しの意）と呼ばれた。
16世紀から17世紀にかけて騎兵がこの類の剣をよく使用し、ポーランドでは超長剣をコンツェシュ（Koncerz）と呼び、長剣をパワシュ（Pałasz）と呼ぶ。コンツェシュの方が長いが鎧指し専用の武器であるためパワシュよりも細く、重量もほぼ半分と軽い。比較的重く頑丈なパワシュは鎧刺しのほか、敵を突いたり叩き斬ったりした（パワシュに似ているがより重い、敵を叩き斬るいわゆるロングソードは「プウトラック」półtorakと呼ぶ）。フサリアはこのほか剣では突きと斬り用のサーベルであるシャブラ（Szabra）を同時に腰に装着する。コンツェシュはフサリアでは鞍の左側でひざ下の位置に装備し、同時にパワシュを鞍の右側に装備した。
剣身の断面は菱形で、先端になるにつれ狭まり先端は鋭く尖っている。長さはポーランドでは剣身が130センチメートル以上（現存する最大のものは143センチメートル）、全長150センチメートル以上のものが多いが、他の国では剣身90センチメートル、全長120センチメートル程度の物が多い。
この時代、鎧の発達に伴い、大型の打撃武器が主流となった。しかし、依然鎖帷子は重要な防具であり、この隙間の多い鎧に対抗するため突くための武器が普及した。エストックはそれら一般を指す。西欧諸国では量産でき手入れも簡単なことから、下級の雑兵用に普及した。いっぽう、使い捨てができる利点からポーランドではフサリア騎兵が馬上から歩兵を攻撃するためにコピアと同じように用いられ、折れた場合はその場に投げ捨て、パワシュ・シャブラ・ブズディガンなど他の携帯武器を使用した。
スペインの闘牛で牛に止めを刺す際に使われるのも、このエストックである。

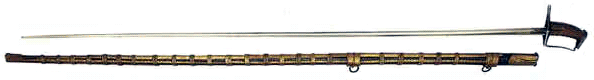
ポーランドの超長剣コンツェシュ（Koncerz）